# Pallavolo Sirio Perugia 2009-2010
Questa voce raccoglie le informazioni riguardanti la Pallavolo Sirio Perugia nelle competizioni ufficiali della stagione 2009-2010.

## Organigramma societario
Area direttiva
- Presidente: Alfonso Orabona

Area tecnica
- Allenatore: Emanuele Sbano (fino al 1º marzo 2010), Claudio Cesar Cuello (dal 2 marzo 2010)
- Allenatore in seconda: Francesco Tardioli
- Addetto statistiche: Michele Patoia

Area sanitaria
- Medico: Francesco Colautti
- Fisioterapista: Federico Folli (fino al 27 gennaio 2010), Marco Pittoli (dal 28 gennaio 2010)
- Preparatore atletico: Nicola Curci (fino al 28 ottobre 2009), Ezio Bramard (dal 29 ottobre 2009)
- Osteopata: Mauro Proietti
- Massofisioterapista: Alessandro Fazio

## Rosa
| N° | Nome               | Ruolo | Data di nascita   | Nazionalità sportiva |
| -- | ------------------ | ----- | ----------------- | -------------------- |
| 1  | Riikka Lehtonen    | S     | 24 luglio 1979    | Finlandia            |
| 2  | Annamaria Quaranta | S     | 19 ottobre 1981   | Italia               |
| 4  | Manuela Leggeri    | C     | 9 maggio 1976     | Italia               |
| 5  | Antonina Zetova    | O     | 17 settembre 1973 | Bulgaria             |
| 6  | Kathleen Weiß      | P     | 2 febbraio 1984   | Germania             |
| 7  | Jevhenija Duškevyč | C     | 4 maggio 1979     | Ucraina              |
| 8  | Luisa Casillo      | C     | 8 luglio 1988     | Italia               |
| 9  | Chiara Arcangeli   | L     | 14 febbraio 1983  | Italia               |
| 10 | Giulia Pincerato   | P     | 16 marzo 1987     | Italia               |
| 11 | Marta Agostinetto  | O     | 22 aprile 1987    | Italia               |
| 12 | Veronica Angeloni  | S     | 6 luglio 1986     | Italia               |
| 16 | Elica Vasileva     | S     | 13 maggio 1980    | Bulgaria             |
| 17 | Marta Medaglioni   | L     | 3 novembre 1986   | Italia               |
| 18 | Georgina Klug      | S     | 11 giugno 1984    | Argentina            |